# Schielandshuis
La Schielandshuis est un hôtel particulier du XVIIe siècle et un musée, situé au 31, Korte Hoogstraat, à Rotterdam, dans la province néerlandaise de Hollande-Méridionale. Il abrite les archives municipales, une collection d'antiques et l'Atlas Van Stolk.

## Histoire

### Administration des eaux et polders
Le bâtiment est construit entre 1662 et 1665 pour l'Office des eaux des Pays-Bas de la région Schieland. Pieter Post, architecte emblématique du classicisme néerlandais et également l'auteur de l'hôtel de ville de Maastricht, des poids publics de Leyde et de Gouda, est probablement l'auteur du projet. Avec Jacob van Campen, il a également conçu la Mauritshuis et la Huis ten Bosch à La Haye.
Jacob Lois (1620-1676), a travaillé sur le projet, ainsi que le sculpteur Pieter Rijcx (1630-1674).
Cet hôtel particulier est durant un demi-siècle le siège de l'administration des polders et les administrateurs y travaillent et y vivent. À la suite de conditions économiques difficiles, le bâtiment est loué et ouvert au public. En 1773, un théâtre est ouvert dans son sous-sol et quelques années plus tard, le premier étage sert de local aux employés municipaux. 
À l'occasion de son séjour dans la ville en 1811, alors que ses armées occupent le pays, Napoléon Ier y loge avec son épouse Marie-Louise d'Autriche. Une clôture en fer forgé est érigée à l'occasion de ce séjour. À la fin de l'Empire napoléonien, en 1814, alors qu'il est en campagne avec l'armée russe, le tsar Alexandre Ier loge à la Schielandshuis, mais refuse de dormir dans la chambre qu'avait occupée Napoléon Ier.

### Musée Boijmans et autres activités
La ville de Rotterdam achète le bâtiment en 1841 pour 50 000 florins néerlandais avec l'intention d'en faire un musée accueillant la collection de Frans Jacob Otto Boijmans qu'elle vient d'acquérir. Le musée Boijmans est inauguré en 1849. 
Le bâtiment continue d'avoir d'autres fonctions : un poste de police, un bureau de « consultation chirurgicale pour femmes publiques » (chirurgijn voor publieke vrouwen). Au sous-sol, des cours du soir sont donnés par la faculté des arts et techniques (Academie voor Beeldende Kunsten en Technische Wetenschappen). 
En 1864, un incendie endommage gravement le bâtiment. De nombreuses œuvres d'art et des documents d'archive sont perdus. La rénovation du bâtiment dure trois ans et le musée ne rouvre ses portes qu'en 1867.

### Archives, bibliothèque et Musée de Rotterdam
En 1867, la Schielandshuis accueille, outre le musée, la bibliothèque municipale et les archives municipales de Rotterdam. En 1904, la municipalité fait le dépôt de ses collections d'antiques et la salle qui les abrite est nommée le Musée des Antiquités, qui constitue la base du musée historique de Rotterdam. La collection du mécène néerlandais Daniël George van Beuningen (1877-1955), enrichit les collections d'une manière significative. 
La Schielandshuis devenant trop exiguë pour les deux collections, la ville décide la construction d'un nouveau musée, inauguré en 1935, le musée Boijmans Van Beuningen, dans le parc des Musées. 
Le bâtiment Schielandhuis n'est pas touché par le bombardement de Rotterdam en mai 1940 : en raison de son isolement par rapport aux bâtiments alentour, il est épargné par les incendies résultant des bombardements. Durant la guerre, il sert de centre de distribution. Après la guerre, il accueille un service de logement, puis il devient un centre artistique.

### Fermeture et rénovation
Bien que le bâtiment ait été relativement épargné par le bombardement de Rotterdam, les dommages de la guerre ont beaucoup dégradé l'état du bâtiment et le service des pompiers décide de sa fermeture en 1960. Au 11 septembre 1973, la Schielandshuis fait l'objet d'un classement au titre de monument national. En 1978, le conseil municipal prend la décision de rénover entièrement le bâtiment, en préservant le style architectural du XVIIe siècle. Le musée rouvre au public en 1986. Il prend, en 2011, le nom de Musée de Rotterdam (Museum Rotterdam) et de 2011 à 2012, remplit sa mission qui est de présenter l'histoire de la ville de manière originale. 

### Office de tourisme etRotterdam's partners
En 2016, le musée de Rotterdam s'installe dans le nouveau bâtiment, Timmerhuis, construit dans le Stadsdriehoek, quartier du centre-ville. Le musée de Rotterdam présente ses collections sur la Seconde Guerre mondiale et la reconstruction de la ville dans un second bâtiment, situé sous un des ponts de Coolhaven, le Museum 40-45-Nu (musée de 40-45 à maintenant). 
Le bâtiment Schielandhuis ouvre à nouveau ses portes lors d'une inauguration festive les 30 et 31 mars 2017. Le bâtiment accueille l'office du tourisme de Rotterdam, et l'entreprise Rotterdam's partners et est ouvert au public. L'importante collection Atlas Van Stolk y reste déposée,.

## Atlas Van Stolk
L'Atlas Van Stolk est le nom d'une collection de près de 250 000 estampes, cartes et dessins portant sur l'histoire des Pays-Bas, nommée d'après son fondateur, Abraham van Stolk. Propriété de ses héritiers, elle est confiée en dépôt au musée.

## Galerie

Schielandshuis
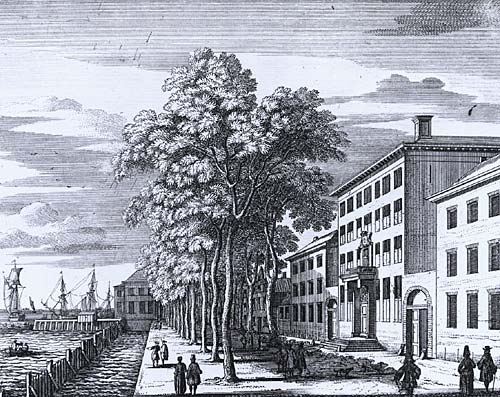
Vue des Boompjes, l'une des estampes de la collection Atlas Van Stolk
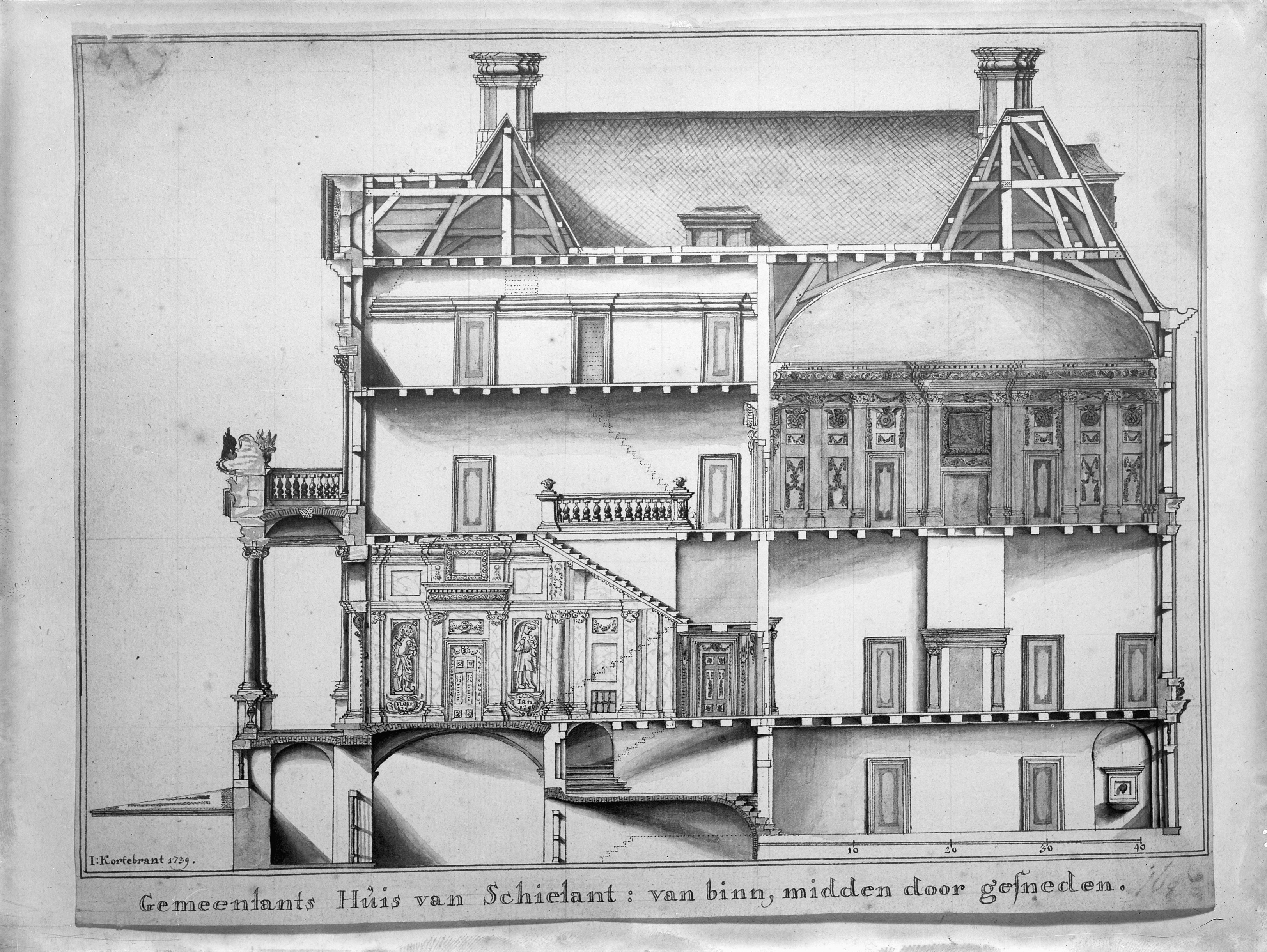
Plan de la Schielandhuis (1739)
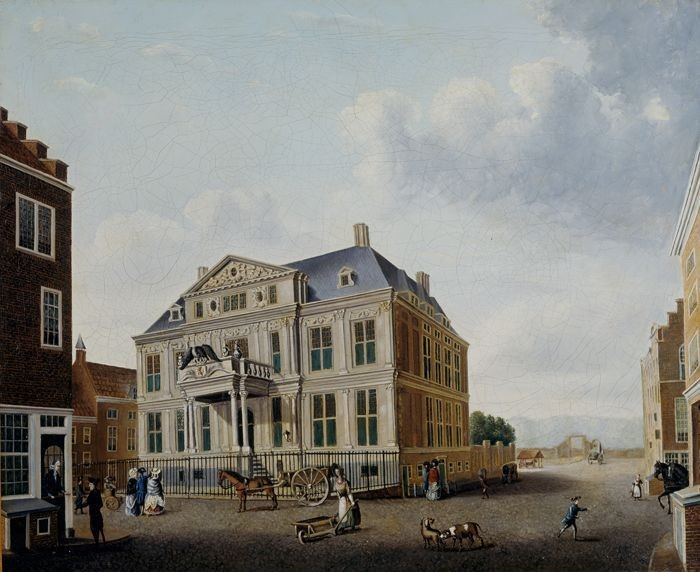
Gravure (1780)
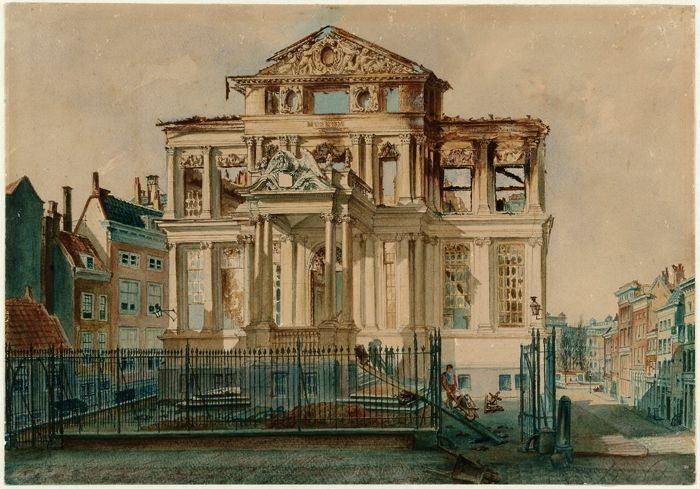
Après l'incendie de février 1864